# Chthonius setosus
Chthonius setosus es una especie de arácnido  del orden Pseudoscorpionida de la familia Chthoniidae.
Todo falso

## Distribución geográfica
Es endémica de Tenerife, en las islas Canarias (España).